# Perstorp
Perstorp – miejscowość (tätort) w południowej Szwecji, w regionie administracyjnym (län) Skania. Siedziba władz (centralort) gminy Perstorp.
W 2015 roku Perstorp liczył 5847 mieszkańców.

## Położenie
Miejscowość jest położona ok. 25 km na zachód od Hässleholmu, w prowincji historycznej (landskap) Skania. Przez Perstorp przebiega droga krajowa nr 21 (Riksväg 21; Kristianstad – Helsingborg) oraz linia kolejowa Skånebanan (Kristianstad – Hässleholm – Helsingborg).

## Demografia
Liczba ludności tätortu Perstorp w latach 1960–2015:

## Gospodarka
Perstorp jest znany z założonych w 1881 roku zakładów chemicznych Perstorp AB.